# 布萊布特羅伊湖

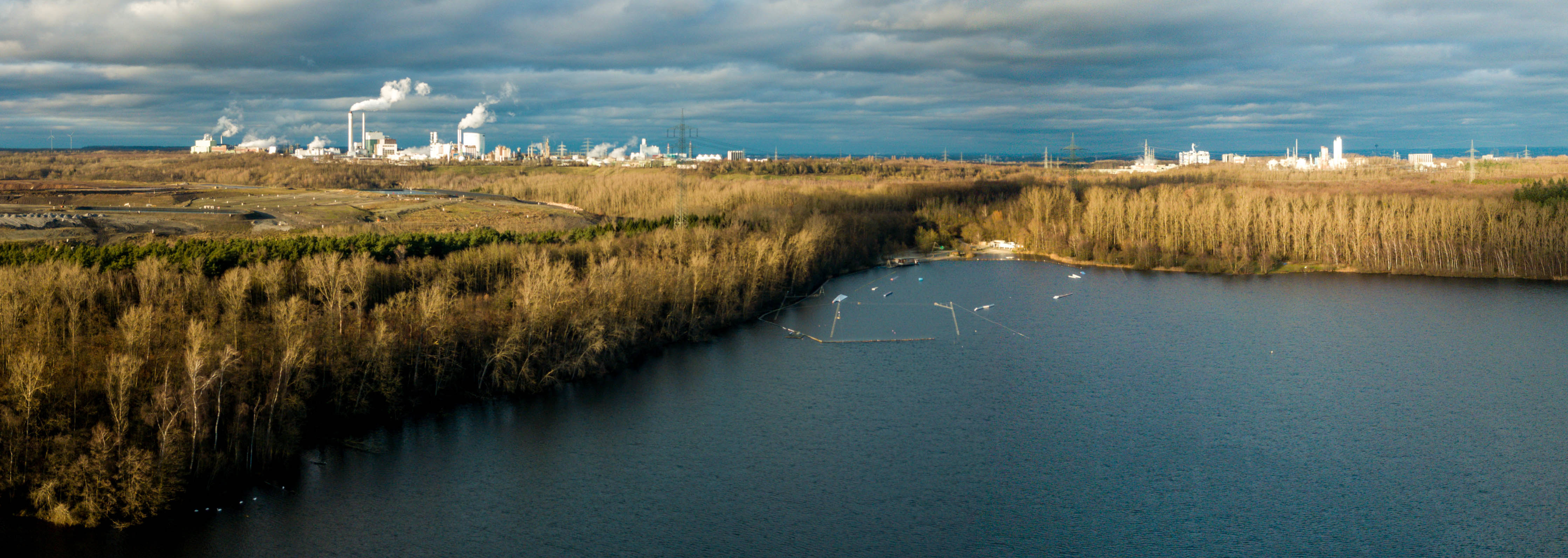

50°50′39″N 6°51′30″E / 50.84417°N 6.85833°E
布萊布特羅伊湖（德語：Bleibtreusee），是德國的湖泊，位於該國西部，由北萊茵-威斯特法倫州負責管轄，處於萊茵-埃爾夫特縣，面積0.74平方公里，海拔高度95米，平均水深6.9米，最大水深12.8米，水體容量510萬立方米。